# Crédin
Crédin [kʁedɛ̃] est une commune française située dans le département du Morbihan, en région Bretagne.

## Géographie

### Localisation

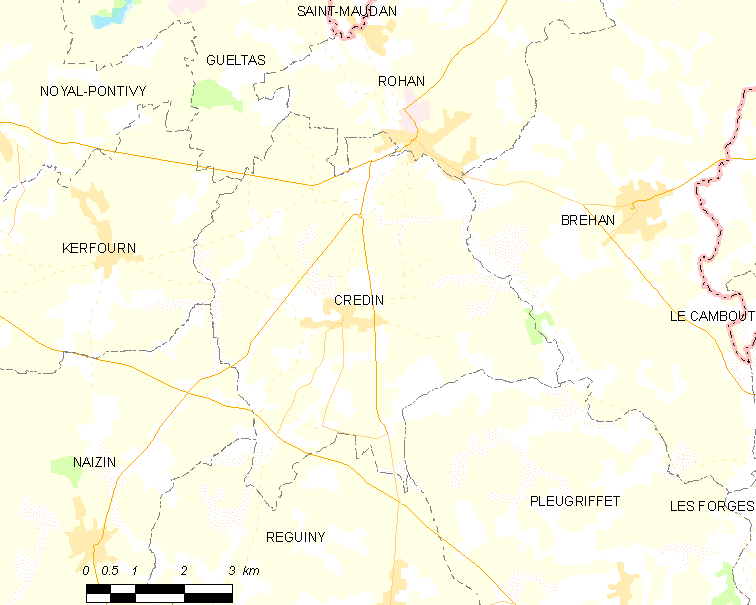
Carte de Crédin et des communes avoisinantes.

| Gueltas  | Rohan   |             |
| Kerfourn | Crédin  | Bréhan      |
| Naizin   | Réguiny | Pleugriffet |

### Relief et hydrographie
| - Carte topographique de la commune de Crédin. |

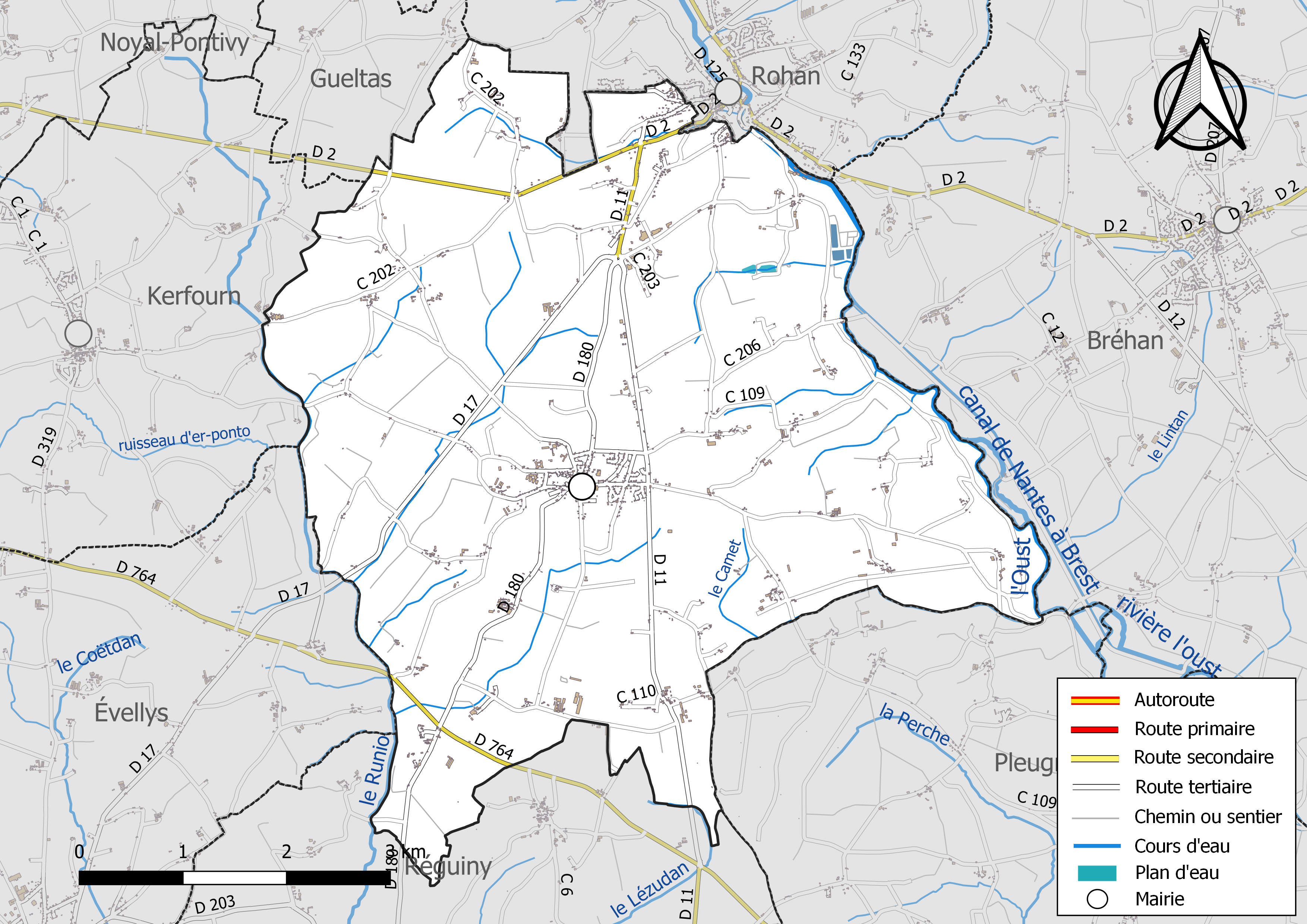
Crédin : routes et réseau hydrographique.

Crédin est limité à l'est par l'Oust, rivière affluente de rive droite de la Vilaine (aménagée en Canal de Nantes à Brest), qui sépare Crédin de Rohan et de Bréhan. Côté ouest le Runio sépare Crédin de Kerfourn, Évellys et Réguiny.

### Hydrographie
Pour un article plus général, voir Réseau hydrographique du Morbihan.
La commune est située dans le bassin Loire-Bretagne. Elle est drainée par le canal de Nantes à Brest, l'Oust, le Runio, le Lézudan, le Camet et divers autres petits cours d'eau,.
Le canal de Nantes à Brest est un canal, chenal et un estuaire et un cours d'eau naturel navigable sur une grande partie de son cours, d'une longueur de 364 km, prend sa source dans la commune de Nort-sur-Erdre et se jette  dans la Loire à Nantes. 
L'Oust, d'une longueur de 145 km, prend sa source dans la commune de La Harmoye et se jette  dans la Vilaine à Rieux, après avoir traversé 46 communes. 
Le Runio, d'une longueur de 15 km, prend sa source dans la commune de Kerfourn et se jette  dans l'Ével à Évellys, après avoir traversé cinq communes. 

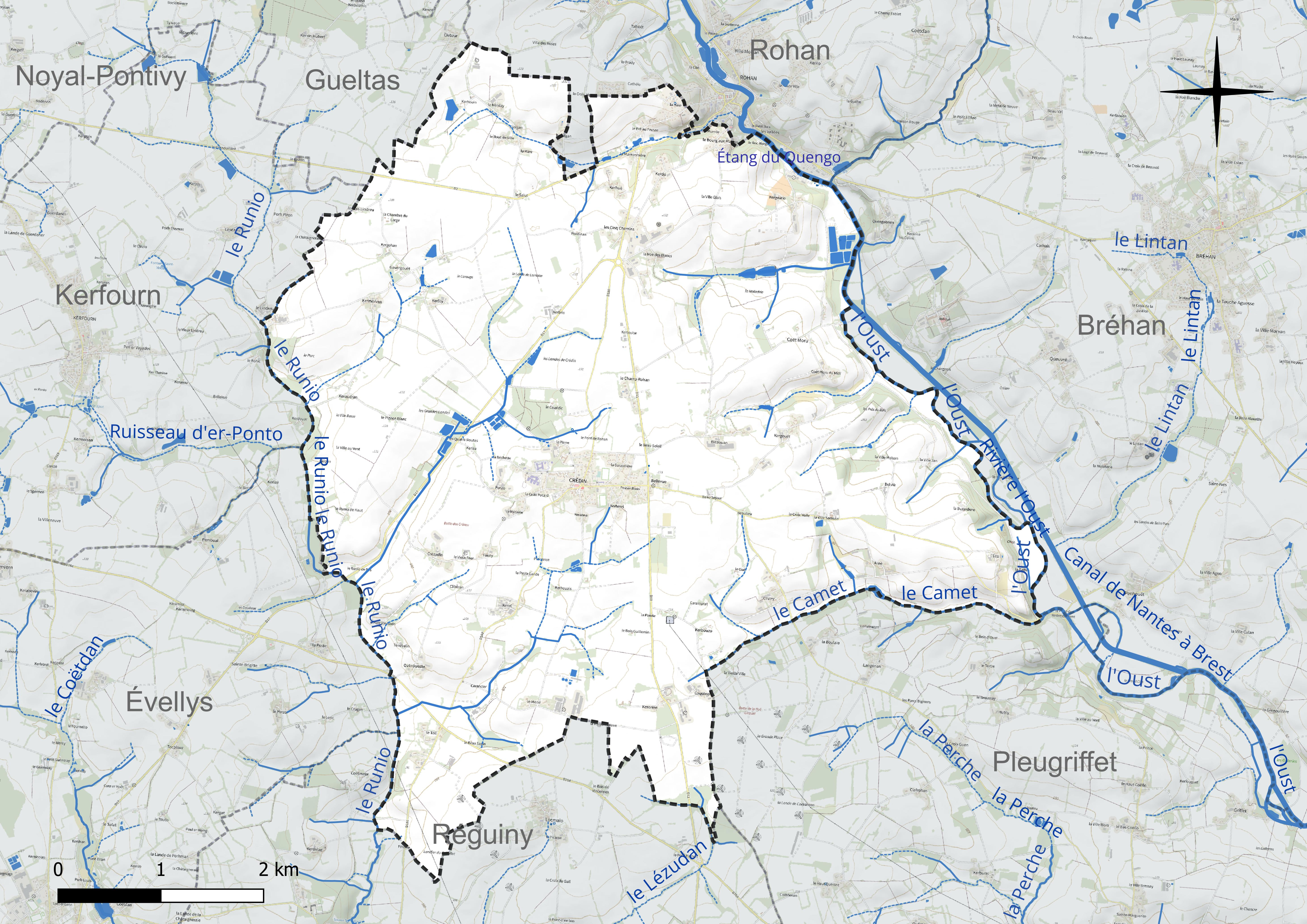
Réseau hydrographique de Crédin.

### Climat
Pour des articles plus généraux, voir Climat de la Bretagne et Climat du Morbihan.
En 2010, le climat de la commune est de type climat océanique franc, selon une étude du CNRS s'appuyant sur une série de données couvrant la période 1971-2000. En 2020, Météo-France publie une typologie des climats de la France métropolitaine dans laquelle la commune est exposée à un climat océanique et est dans une zone de transition entre les régions climatiques « Finistère nord » et « Bretagne orientale et méridionale, Pays nantais, Vendée ». Parallèlement l'observatoire de l'environnement en Bretagne publie en 2020 un zonage climatique de la région Bretagne, s'appuyant sur des données de Météo-France de 2009. La commune est, selon ce zonage, dans la zone « Intérieur Est », avec des hivers frais, des étés chauds et des pluies modérées.
Pour la période 1971-2000, la température annuelle moyenne est de 11,1 °C, avec une amplitude thermique annuelle de 12,2 °C. Le cumul annuel moyen de précipitations est de 851 mm, avec 13,8 jours de précipitations en janvier et 6,9 jours en juillet. Pour la période 1991-2020, la température moyenne annuelle observée sur la station météorologique la plus proche, située sur la commune de Moréac à 13 km à vol d'oiseau, est de 12,0 °C et le cumul annuel moyen de précipitations est de 1 043,7 mm,. Pour l'avenir, les paramètres climatiques de la commune estimés pour 2050 selon différents scénarios d'émission de gaz à effet de serre sont consultables sur un site dédié publié par Météo-France en novembre 2022.

### Paysages et habitat

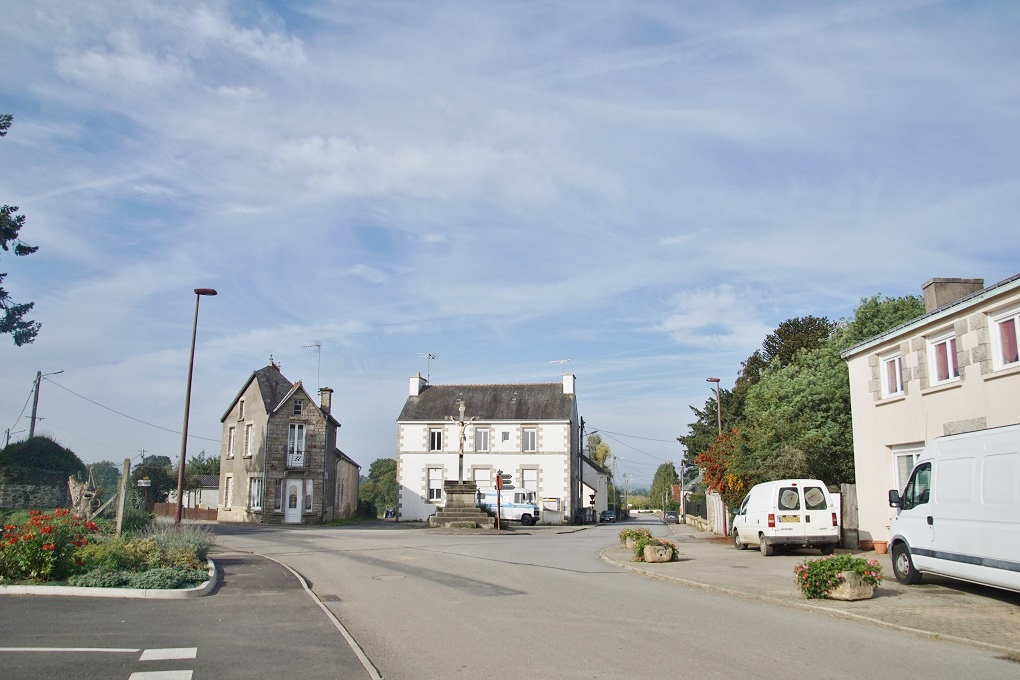
Le bourg de Crédin.
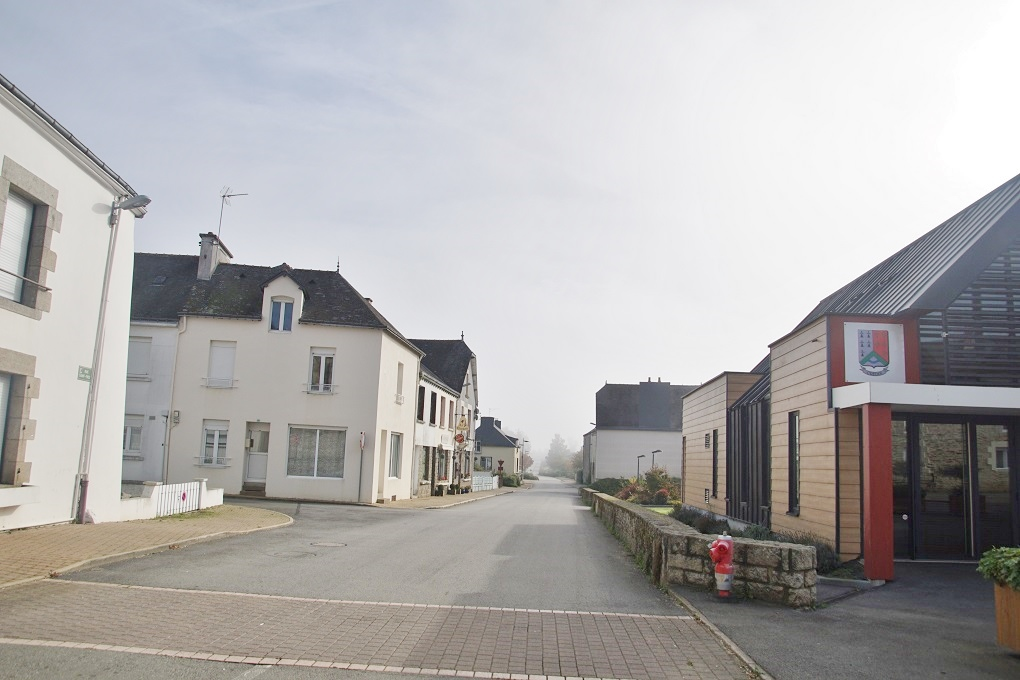
Le bourg de Crédin.
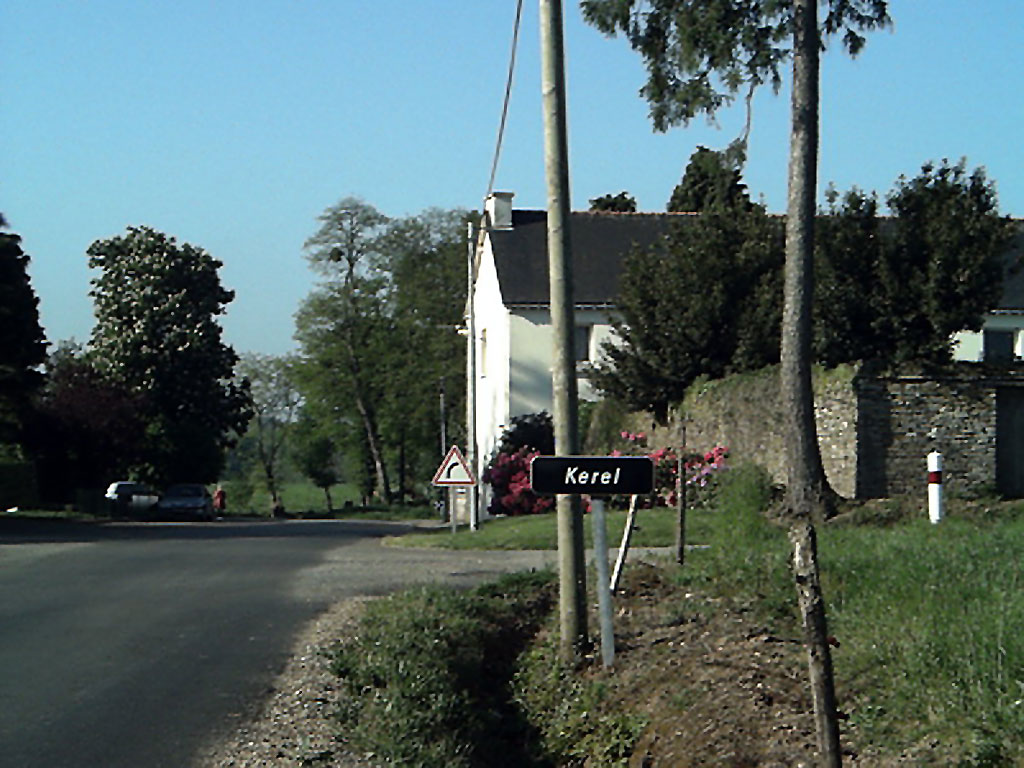
Le hameau de Kérel.

## Urbanisme

### Typologie
Au 1er janvier 2024, Crédin est catégorisée commune rurale à habitat dispersé, selon la nouvelle grille communale de densité à sept niveaux définie par l'Insee en 2022.
Elle est située hors unité urbaine et hors attraction des villes,.

### Occupation des sols

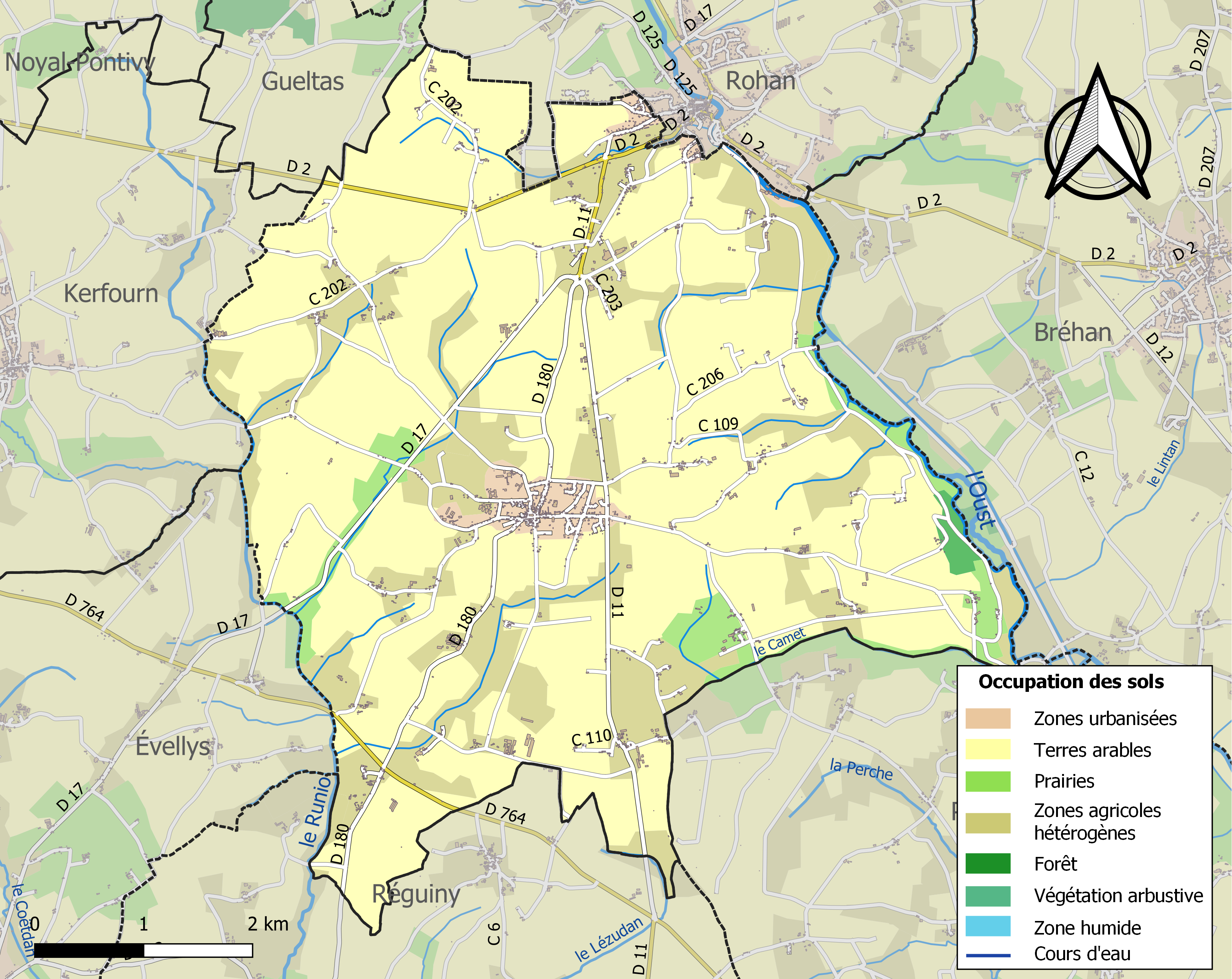
Carte des infrastructures et de l'occupation des sols de la commune en 2018 (CLC).

Le tableau ci-dessous présente l'occupation des sols de la commune en 2018, telle qu'elle ressort de la base de données européenne d’occupation biophysique des sols Corine Land Cover (CLC).
| Type d’occupation                                                                   | Pourcentage | Superficie (en hectares) |
| ----------------------------------------------------------------------------------- | ----------- | ------------------------ |
| Tissu urbain discontinu                                                             | 2,6 %       | 88                       |
| Terres arables hors périmètres d'irrigation                                         | 68,9 %      | 2312                     |
| Prairies et autres surfaces toujours en herbe                                       | 4,2 %       | 142                      |
| Systèmes culturaux et parcellaires complexes                                        | 18,1 %      | 606                      |
| Surfaces essentiellement agricoles interrompues par des espaces naturels importants | 5,7 %       | 190                      |
| Forêts de feuillus                                                                  | 0,5 %       | 18                       |
| Source : Corine Land Cover                                                          |             |                          |

L'occupation des sols met en évidence la nette prédominance des terres arables sur les zones agricoles hétérogènes. Crédin appartient en effet au bassin agricole de Pontivy, parfois surnommé la « Petite Beauce », un territoire s'étendant au nord, à l'est et au sud de cette ville voué à l'agriculture intensive et caractérisé par la présence de grandes parcelles de céréales et la rareté des espaces boisés.

## Toponymie

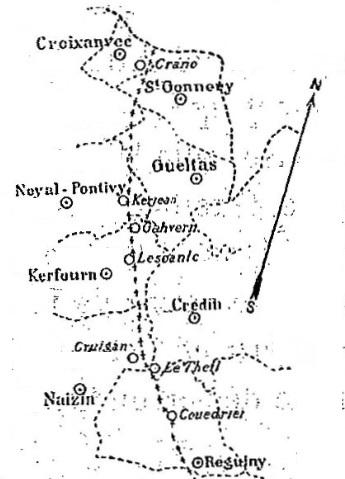
La limite entre les langues française (gallo) et bretonne en 1886 dans le nord du département du Morbihan. (Revue d'ethnographie, 1886).

Le nom de la localité est mentionné sous les formes Cherdin en 1116, Querdin en l'an 1128, Guerdin en l'an 1205, Guerzin en 1387, Kerzin en 1427, Crehin en 1464 d'après les Annales de l'abbé Jacquot rédigées entre 1847 et 1852.
Le changement de z (prononcé th) en h s'explique par le fait que le breton parlé dans la paroisse a suivi l’évolution dialectale dite vannetaise. Aujourd'hui, Crédin est en pays gallo.
Le nom de la commune en breton est Kerzhin.
Une version propose ce toponyme dérivant de Krec'h, « mont » et Dun, « fort »; ce qui transformerait Crédin en « Mont-Fort ».
Ses habitants sont appelés les Crédinois.

## Histoire

### Moyen-Âge
Selon un aveu de 1471, Crédin était, au sein de la Vicomté de Rohan, une des 46 paroisses ou trèves de la seigneurie proprement dite de Rohan.

### Temps modernes
Jean-Baptiste Ogée décrit ainsi Crédin en 1778 :

« Crédin ; à 9 lieues un tiers au Nord de Vannes, son évêché ; à 17 lieues un quart de Rennes, et à 3 lieues de Pontivi, sa subdélégation. Cette paroisse compte 1 500 communiants et ressortit au siège royal de Ploërmel : la cure est à l'Ordinaire. Ce territoire, arrosé de la rivière d'Ével, qui y prend sa source et va se jeter dans celle du Blavet, forme un pays plat dont les terres sont fertiles en toutes sortes de grains ; mais il est mal cultivé, et renferme beaucoup de landes. Ses maisons nobles sont la Goff et le Querel. »

### Révolution française
Le 12 brumaire an III (2 novembre 1794) l'agent national de Josselin écrit au Comité de salut public que « les municipalités de Cruguel, Plumelec, Saint-Jean, Bignan, Buléon, Radenac, Pleugriffet, Réguiny et Credin ne peuvent plus faire exécuter les lois, ni ordonner les réquisitions des grains, fourrage et charrons. Les brigands |chouans] rôdent dans ces communes et les en empêchent. Ils menacent tous les individus qui désireraient y obtempérer de les assassiner eux et leurs familles et d'incendie leur domicile ».

### LeXIXesiècle
A. Marteville et P. Varin, continuateurs d'Ogée décrivent ainsi Crédin en 1843 :

« Crédin, commune formée de l'ancienne paroisse de ce nom ; aujourd'hui succursale. Il y a foire à Crédin le 28 juin et le16 septembre. Géologie : schiste talqueux. On pale le français. »

En décembre 1873, 165 habitants des communes de Crédin, Plescop, La Gacilly et Missiriac  « supplient l'Assemblée nationale de proclamer Henri V, roi de France.
Le 15 février 1888 le conseil municipal de Rohan demande l'annexion de villages dépendant de Crédin et Saint-Samson, « situés aux portes même de Rohan (...) et trop éloignés de leurs chefs-lieux actuels ».
En 1889 l'école privée tenue par les Frères de Ploërmel comptait 370 élèves (82 selon une autre source, qui semble plus crédible, vu la taille de la commune) et l'école laïque officiellement 7, mais probablement 4 seulement si l'on en croit le journal Le Ploërmelais cité par un confrère.

### LeXXesiècle

#### La Belle Époque

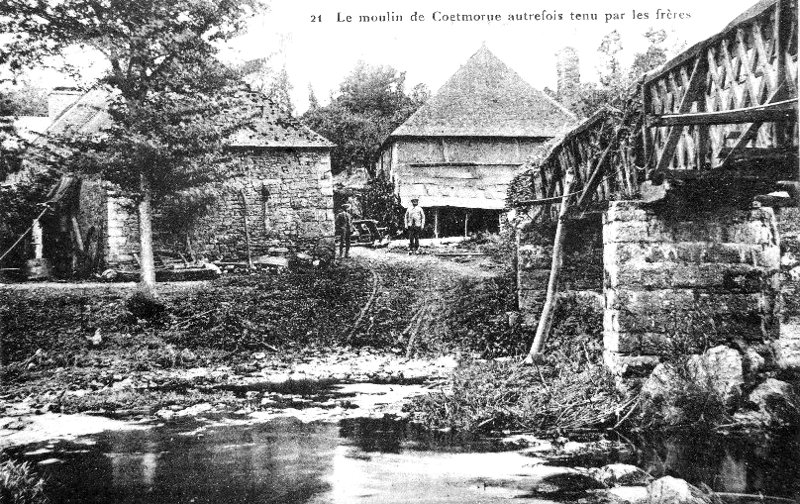
Crédin : l'ancien moulin de Coët-Moru sur l'Oust qui fut géré par les moines de abbaye de Timadeuc (carte postale).

Le 9 mars 1906 l'inventaire des biens d'église fut vainement tenté à Crédin, les paroissiens s'y opposant.
Influencés par les travaux de mise en valeur des landes réalisés par les moines de l'abbaye de Timadeuc pour les transformer en terres cultivées, les paysans des communes de Réguiny, Crédin, Pleugriffet, etc.. les imitent au début du XXe siècle.
Un décret du Président de la République en date du 14 juin 1911 attribue, à défaut de bureau de bienfaisance, les biens ayant appartenu à la fabrique de Crédin et actuellement placés sous séquestre à la commune de Crédin.
En novembre 1913 la partie nord de la paroisse de Crédin est, à la demande des paroissiens concernés qui étaient « trop éloignés de l'église paroissiale » rattachée à celle de Rohan, par un mandement de l'évêque de Vannes, Mgr Gouraud.

#### La Première Guerre mondiale

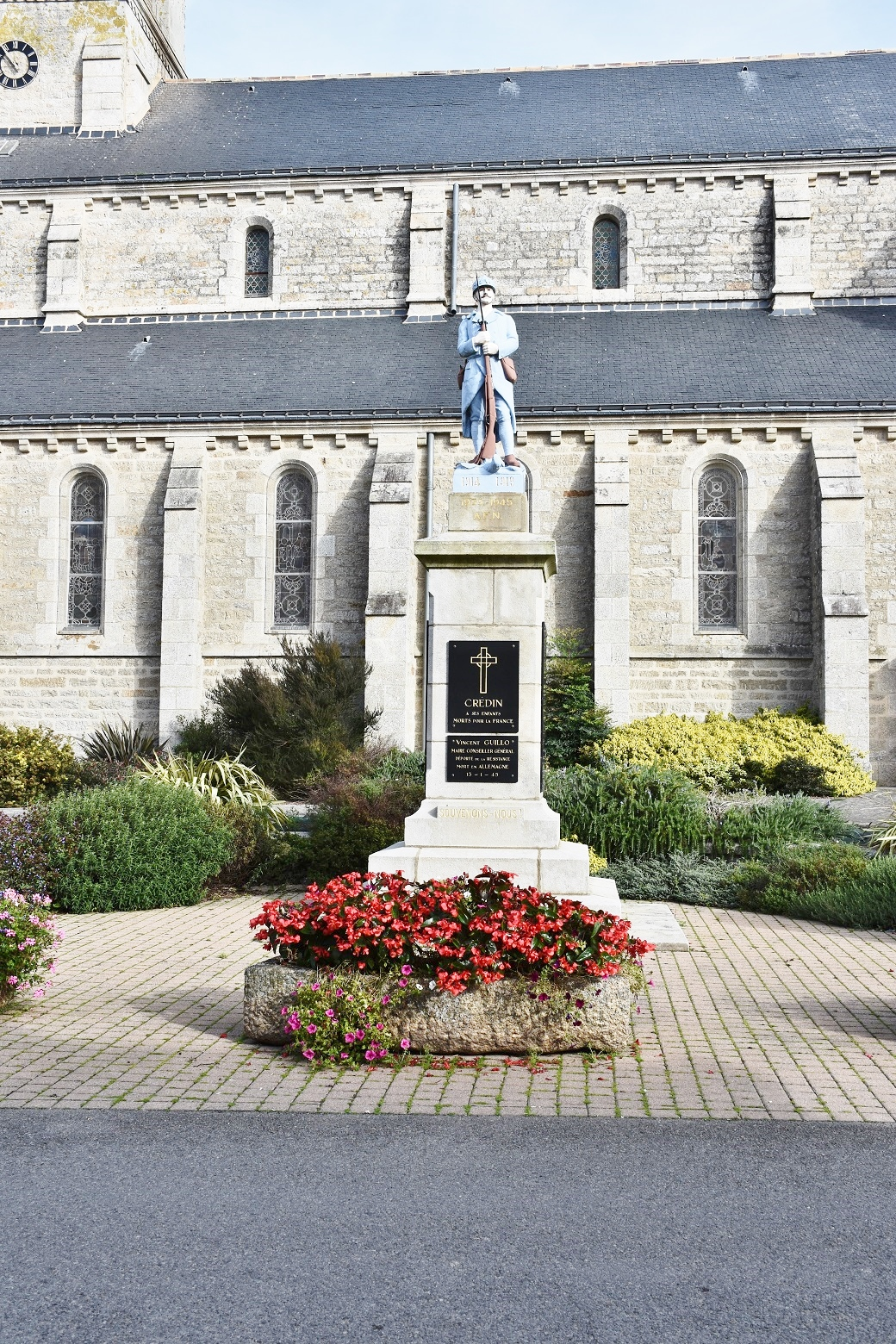
Le monument aux morts de Crédin.

Le monument aux morts de Crédin porte les noms de 85 soldats morts pour la France pendant la Première Guerre mondiale.

#### La Seconde Guerre mondiale
Le monument aux morts de Crédin porte les noms de 11 personnes mortes pour la France pendant la Seconde Guerre mondiale.
Des pilleurs de ferme, se prévalant à tort d'être des résistants, furent condamnés par la Cour d'assises du Morbihan en juin 1949 pour des actes commis en juin et juillet 1944 dans les communes de Bréhan-Loudéac et Crédin.

#### L'après Seconde Guerre mondiale
Deux soldats originaires de Crédin sont morts pour la France pendant la Guerre d'Algérie.

## Blasonnement
|  | Les armoiries de Crédin se blasonnent ainsi : Tiercé en chevron: au un, d’argent à cinq mouchetures d’hermine de sable, deux, deux et un à dextre ; au deux, de gueules à cinq macles d’or, deux, deux et un à senestre ; au trois d’argent à la fasce ondée d’azur. Un chevron de sinople brochant sur la partition. Conc. L. Jan. |

## Politique et administration
| Période                                  | Période     | Identité                                | Étiquette | Qualité                                                                                     |
| ---------------------------------------- | ----------- | --------------------------------------- | --------- | ------------------------------------------------------------------------------------------- |
| 1815                                     | 1830        | Yves-Marie Jégorel                      |           |                                                                                             |
| 1830                                     | 1835        | Joseph Cobigo                           |           |                                                                                             |
| 1835                                     | 1838        | Yves-Marie Jégorel                      |           |                                                                                             |
| 1838                                     | 1840        | Jean-François Jouet                     |           |                                                                                             |
| 1840                                     | 1852        |                                         |           |                                                                                             |
| 1852                                     | 1855        | Jean-François Jouet                     |           |                                                                                             |
| 1855                                     | 1857        | Mathurin Raulet                         |           |                                                                                             |
| 1857                                     | 1865        | Yves-Marie Jan                          |           |                                                                                             |
| 1865                                     | 1868        | Julien-Marie Legal                      |           |                                                                                             |
| 1868                                     | 1877        | Jules Athanase Marie Fanneau de Lahorie |           | Rentier                                                                                     |
| 1877                                     | 1878        | Julien Legal                            |           |                                                                                             |
| 1878                                     | 1881        | Jean-François Jegorel                   |           |                                                                                             |
| 1883                                     | 1919        | Jean-Marie Jegorel                      |           |                                                                                             |
| 1919                                     | 1925        | Augustin Jegorel                        |           |                                                                                             |
| 1925                                     | 1945        | Vincent Guillo                          | URD       | Conseiller d'arrondissement (?-1937) puis conseiller général (1937-1940) du canton de Rohan |
| 1945                                     | 1961        | Léon Jégorel                            | MRP-DVD   | Exploitant agricole Député (1956-1958), conseiller général du canton de Rohan (1945-1961)   |
| 1961                                     | 1989        | Vincent Guillo                          |           |                                                                                             |
| 1989                                     | 28 mai 2020 | Pierre Le Teste                         | DVD       | Cadre de banque Conseiller général du canton de Rohan (1998-2015)                           |
| 28 mai 2020                              | En cours    | Daniel Audo                             |           | Technicien d'élevage porcin                                                                 |
| Les données manquantes sont à compléter. |             |                                         |           |                                                                                             |

## Démographie
L'évolution du nombre d'habitants est connue à travers les recensements de la population effectués dans la commune depuis 1793. Pour les communes de moins de 10 000 habitants, une enquête de recensement portant sur toute la population est réalisée tous les cinq ans, les populations de référence des années intermédiaires étant quant à elles estimées par interpolation ou extrapolation. Pour la commune, le premier recensement exhaustif entrant dans le cadre du nouveau dispositif a été réalisé en 2005.

En 2022, la commune comptait 1 493 habitants, en évolution de −3,24 % par rapport à 2016 (Morbihan : +3,82 %, France hors Mayotte : +2,11 %).
| 1793  | 1800  | 1806  | 1821  | 1831  | 1836  | 1841  | 1846  | 1851  |
| ----- | ----- | ----- | ----- | ----- | ----- | ----- | ----- | ----- |
| 1 650 | 1 619 | 1 406 | 1 535 | 1 734 | 1 829 | 1 570 | 1 751 | 1 735 |

| 1856  | 1861  | 1866  | 1872  | 1876  | 1881  | 1886  | 1891  | 1896  |
| ----- | ----- | ----- | ----- | ----- | ----- | ----- | ----- | ----- |
| 1 689 | 1 728 | 1 754 | 1 683 | 1 684 | 1 690 | 1 781 | 1 832 | 1 911 |

| 1901  | 1906  | 1911  | 1921  | 1926  | 1931  | 1936  | 1946  | 1954  |
| ----- | ----- | ----- | ----- | ----- | ----- | ----- | ----- | ----- |
| 1 811 | 1 854 | 1 872 | 1 692 | 1 667 | 1 759 | 1 749 | 1 711 | 1 572 |

| 1962  | 1968  | 1975  | 1982  | 1990  | 1999  | 2005  | 2006  | 2010  |
| ----- | ----- | ----- | ----- | ----- | ----- | ----- | ----- | ----- |
| 1 532 | 1 511 | 1 466 | 1 397 | 1 375 | 1 368 | 1 421 | 1 418 | 1 500 |

| 2015  | 2020  | 2022  | - | - | - | - | - | - |
| ----- | ----- | ----- | - | - | - | - | - | - |
| 1 529 | 1 501 | 1 493 | - | - | - | - | - | - |

## Lieux et monuments

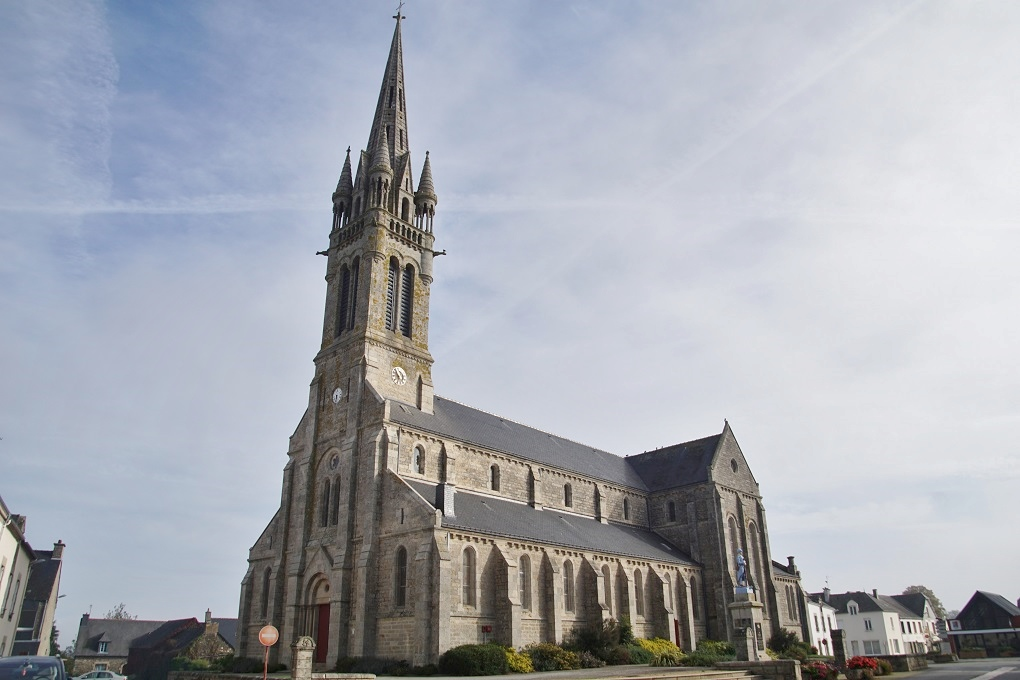
L'église paroissiale de Crédin : vue extérieure d'ensemble.

- Église Saint-Pierre-et-Saint-Paul.

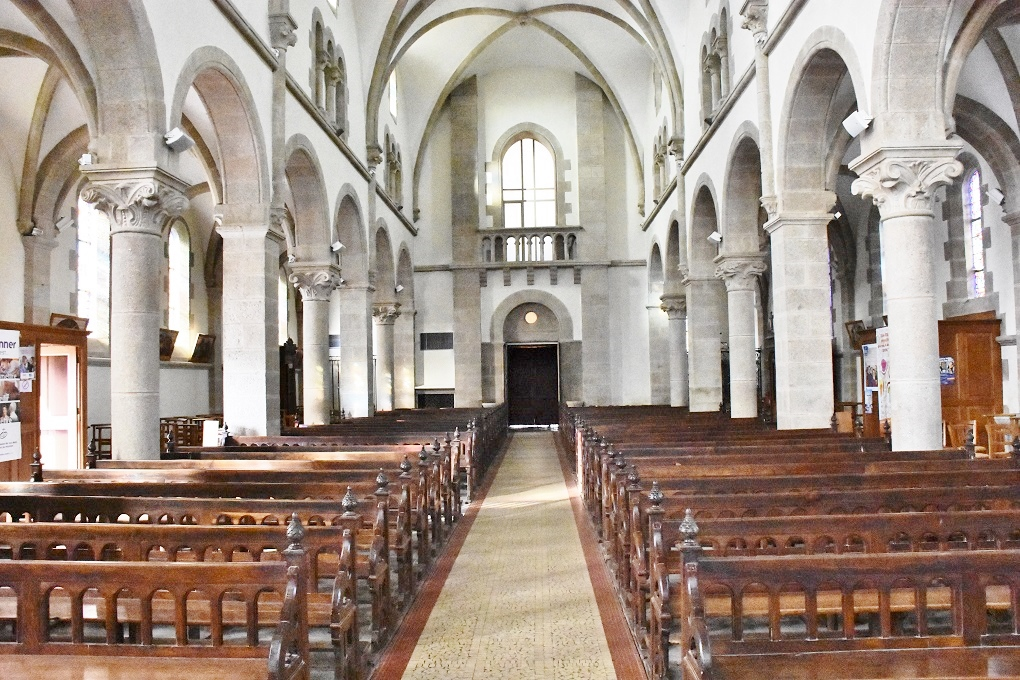
Église de Crédin : vue intérieure d'ensemble.
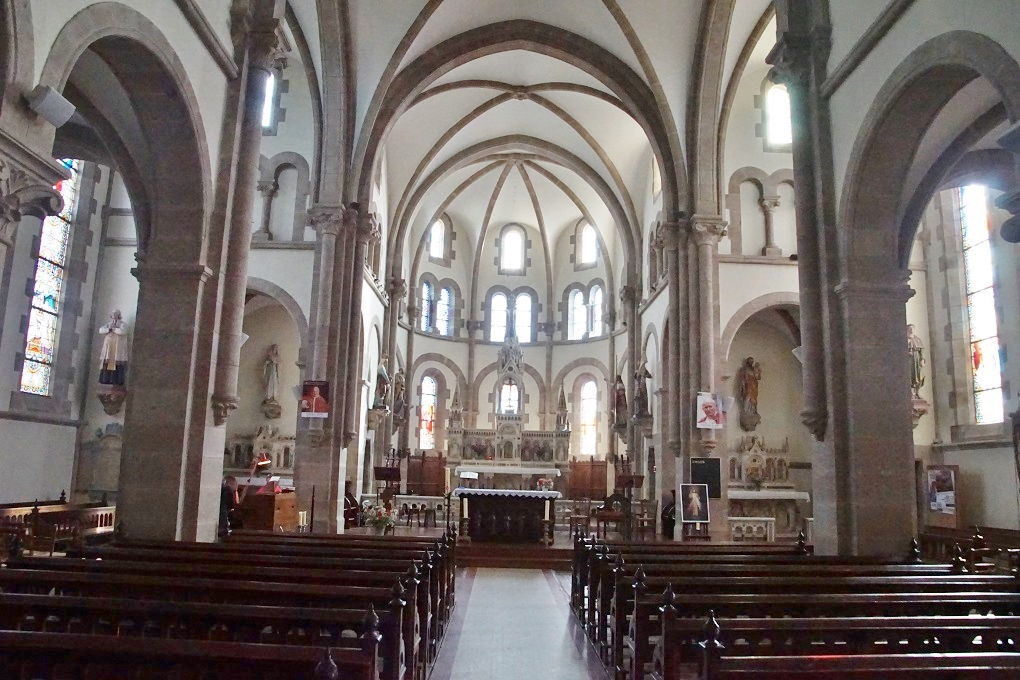
Église de Crédin : vue intérieure partielle.

## Personnalités liées à la commune
- Mathurin Le Crom (1800-1876), prêtre et homme politique né à Crédin, député du Morbihan de 1849 à 1851.

## Jumelages
Crédin est jumelée avec :
- Évires (France) en Haute-Savoie.